# Femi Oguns
Femi Oguns właśc. Olufemi Temitope Ogunsanwo (ur. 28 października 1977 w Londynie) – brytyjski były aktor, agent artystyczny, założyciel szkoły aktorskiej Identity School of Acting oraz właściciel agencji Identity Agency Group.
Jego rodzice pochodzą z Nigerii. Ukończył szkołę dramatyczną oraz studia z tytułem Race and Culture and Performing Arts

## Kariera artystyczna
Debiut filmowy zanotował w 2001 roku, kiedy to wystąpił w serialu telewizyjnym "Rites and Wrongs". Następnie zagrał epizodyczne role w kilku nagradzanych filmach m.in. w filmie fabularnym Last Chance Harvey z Dustinem Hoffmanem i Ronem Howardem, w The Good Lie z Reese Witherspoonem. W 2007 roku napisał scenariusz do filmu Torn który otrzymał nagrodę MSVA Award for Best Stage Production (za najlepszy montaż sceniczny) w 2008 roku. Sukces został zauważony przez Royal National Theatre i The Royal Court, dla których Oguns napisał drugą sztukę pt. Sponge

## Szkoła filmowa i agencja
W 2003 roku Femi Oguns założył w Londynie pierwszą w Wielkiej Brytanii szkołę dramatyczną Identity School of Acting. Szkoła miała szkolić głównie czarnoskórych adeptów aktorskich i przygotowywać ich do dalszej kariery zawodowej. W 2006 roku została założona agencja aktorska Grupa Agencji Identyfikacyjnych (IAG), która ma za zadanie promować wyróżniających się aktorów pochodzących ze społeczeństw mniejszościowych w brytyjskiej i amerykańskiej branży filmowej. W 2011 roku został utworzony oddział IAG US, będący częścią kilku najlepszych agencji reprezentujących klientów w Wielkiej Brytanii i USA. IAG Los Angeles obecnie współpracuje z agencjami m.in. WME, UTA, Gersh i ICM
IAG reprezentuje między innymi aktorów Johna Boyega, głównego bohatera siódmej części Gwiezdnych wojen, Malachi Kirby, Damsona Idris. Melanie Liburd

## Nagrody i wyróżnienia
W 2010 roku Ogunsa został wyróżniony przez Brytyjską Radę Filmową Breakthrough Brit w dziedzinie Aktorstwo i Literatura. Znalazł się na liście Powerful Media's Power List w 100 najbardziej wpływowych postaci pochodzenia afrykańskiego/karaibskiego. W 2014 roku Ognus został odznaczony Orderem Imperium Brytyjskiego (MBE) przez Jej Królewską Mość za zasługi dla przemysłu aktorskiego.

## Filmografia

### Aktor
- 2014 The Good Lie
- 2009 Casualty (TV serial)
- 2009 Love Is a Sacrifice
- 2008 Last Chance Harvey
- 2006 The Bill (TV serial) odc. 399 i 398
- 2004 Doctors
- 2004 Holby City (TV serial)
- 2003 Prime Suspect 6: The Last Witness
- 2001 Down to Earth (TV serial)

### Producent
- 2018 Pacific Rim Uprising